# Zombieland: Double Tap
Zombieland: Double Tap is een Amerikaanse komische zombiefilm/roadmovie uit 2019, geregisseerd door
Ruben Fleischer en geschreven door Rhett Reese, Paul Wernick en David Callaham. Hoofdrollen worden vertolkt door Woody Harrelson, Jesse Eisenberg, Emma Stone en Abigail Breslin. De film is het vervolg op Zombieland uit 2009.

## Verhaal
Tallahassee, Columbus, Wichita en Little Rock zijn een echte familie geworden sinds ze elkaar voor het eerste ontmoetten. Dus Columbus en Wichita zijn nu een koppel en Tallahassee is als een vervangende vader voor Little Rock. Samen vechten ze zich een weg naar het Witte Huis omringd door zombies, waarbij ze de wezens in drie categorieën verdelen: de onderbelichte Homers, de intelligente Hawkings en de snelle ninja's. Na enige tijd in de voormalige regeringszetel, waar de groep haar kamp heeft opgezet, doet Columbus Wichita een huwelijksaanzoek met de Hopediamant, die ze tot zijn verbazing niet meteen accepteert. Tegelijkertijd is Little Rock gefrustreerd door het feit dat ze misschien nooit een relatie heeft vanwege een gebrek aan jonge groepsleden. Zo verdwijnen de zusters op een nacht, waardoor Columbus enkele weken in een emotioneel noodlijdende toestand komt. Wanneer hij en Tallahassee de eenvoudige Madison in een winkelcentrum een korte tijd later oppikken, ontwikkelt zich een romance tussen hem en het nieuwe meisje. De volgende nacht keert Wichita echter verrassend terug en vertelt haar voormalige metgezellen dat zij en Little Rock lifter Berkeley hebben meegenomen en dat haar zus heeft besloten met de muzikant en pacifist naar Graceland te gaan. Columbus, Tallahassee en Wichita besluiten vervolgens om ze op te volgen en ze onderweg te beschermen tegen mogelijke bedreigingen, en ze moeten ook onvrijwillig Madison meenemen.
Tijdens een tussenstop op de snelweg, waar Tallahassee de minibus wil inruilen voor een groter motorvoertuig, komt de groep in een zombiehinderlaag terecht, waarin ze voor het eerst contact maken met de T-800, een zombie die fysiek veel sterker en zwaarder is is aan het doden. Kort daarna vertoont Madison de eerste tekenen van infectie met het zombievirus, daarom schiet Columbus haar in het bos neer. Na weer een lange rit bereikt het trio eindelijk Graceland, waar de inwoner van Nevada hen vertelt dat Little Rock en Berkeley een paar dagen geleden zijn verhuisd. Daarna arriveren de overlevenden Albuquerque en Flagstaff, die sterk doen denken aan Tallahassee en Columbus in termen van uiterlijk en karaktereigenschappen, in Nevada. Omdat ze werden gevolgd door een groep T-800's, zorgen ze allebei voor de aanvallers, maar worden ze gebeten en muteren ze ook in zombies. Daarom doden Tallahassee, Columbus, Wichita en Nevada hen in teamwork. Het trio vertrekt vervolgens naar Babylon, een kleine zombie- en wapenvrije gemeenschap, waar wordt aangenomen dat Little Rock en Berkeley zijn. Onderweg ontmoeten ze ook Madison, die niet door Columbus was neergeschoten en wiens mutatie gewoon een allergische reactie op noten was. Als de vier Babylon bereiken, kunnen ze de zusters herenigen.
Maar het goede humeur verdampt wanneer Tallahassee honderden T-800's naar Babylon ziet komen. Daarom bereiden de strijdmakkers zich voor op de aanval en kunnen ze later de zombies tijdelijk tegenhouden door vuur, maar het plan om ze op te blazen met biobrandstoffen mislukt. Pas op het laatste moment worden Tallahassee, Columbus, Wichita en Little Rock gered van de monstertruck die Nevada bestuurt. Tallahassee kan de zombies naar het dak van Babylons hoofdgebouw lokken en ze uiteindelijk van het dak laten springen omdat hij een haak boven de afgrond kan vasthouden. Wichita accepteert vervolgens het huwelijksaanzoek van Columbus, Tallahassee en Nevada komen dichterbij en Madison en Berkeley ontwikkelen gevoelens voor elkaar nadat Little Rock zich van hem heeft verwijderd.
Een scène na de aftiteling toont Bill Murray die verschillende zombies vermoordt tijdens een persbericht over Garfield 3 op de dag van de virusuitbraak.

## Rolverdeling
| Acteur             | Personage   |
| ------------------ | ----------- |
| Woody Harrelson    | Tallahassee |
| Jesse Eisenberg    | Columbus    |
| Emma Stone         | Wichita     |
| Abigail Breslin    | Little Rock |
| Rosario Dawson     | Nevada      |
| Zoey Deutch        | Madison     |
| Luke Wilson        | Albuquerque |
| Avan Jogia         | Berkeley    |
| Thomas Middleditch | Flagstaff   |

## Achtergrond

### Ontwikkeling
Het succes van het publiek en de critici van Zombieland had de schrijvers Rhett Reese en Paul Wernick ertoe gebracht een mogelijk vervolg te plannen, waarin veel van de inhoud van de eerste film werd verdiept en verduidelijkt. Wernick zei dat hij de terugkeer van de vier hoofdrolspelers en Ruben Fleischer als regisseur ten zeerste wenste en voegde eraan toe dat hij en Reese "heel veel nieuwe ideeën in hun hoofd hadden". De twee toonden ook hun interesse om de film om te vormen tot een franchise die uit meerdere films bestaat, de schrijvers wilden echter geen details onthullen met betrekking tot de plot van het vervolg. Deze laatste zouden voor hen niet onmiddellijk gelden vanwege hun deelname aan andere projecten. In februari 2010 zeiden Woody Harrelson en Jesse Eisenberg dat ze klaar waren om hun rol te hervatten, en in hetzelfde jaar verklaarde Fleischer dat hij aan het script werkte.
In juli 2011 beweerde Eisenberg dat hij de situatie van het vervolg niet precies kende, hoewel hij er zeker van was dat de schrijvers aan het script van de film werkten. Bij die gelegenheid had Eisenberg ook zijn bezorgdheid geuit dat een mogelijke follow-up niet hetzelfde succes zou hebben gehad als de originele film. Dezelfde bezorgdheid werd ook geuit door Harrelson. In februari 2016 werd aangekondigd dat Reese en Wernick het script voor het vervolg zouden verzorgen, nieuws dat laatstgenoemde in augustus van hetzelfde jaar bevestigde. Bij die gelegenheid voegden de twee eraan toe dat ze Harrelson hadden ontmoet om de film te bespreken en dat "de hele cast enigszins opgewonden was". In maart 2017 werd onthuld dat het script was voltooid en in mei van het volgende jaar verklaarde Harrelson dat het vervolg op Zombieland waarschijnlijk zou worden gemaakt.

### Productie
Op 13 juli 2018 begon Sony Pictures officieel met de productie van Zombieland: Double Tap. Ruben Fleischer zou terugkeren om te regisseren en de vier protagonisten hadden zich al aangemeld om hun rol te hervatten. In november van hetzelfde jaar voegden Zoey Deutch en Avan Jogia zich bij de cast, terwijl de volgende maand werd bevestigd dat Bill Murray in een cameo zou verschijnen en een "denkbeeldige" versie van zichzelf zou herinterpreteren. In januari 2019 voegde Rosario Dawson zich bij de overige acteurs, terwijl Thomas Middleditch en Luke Wilson hun deelname in februari formaliseerden. De filmopname begon op 14 januari 2019 in Atlanta, Georgia en eindigde op 15 maart 2019.

### Soundtrack
Op 25 juli 2019 werd aangekondigd dat David Sardy zal terugkeren met het componeren van de filmmuziek. De originele filmmuziek van Sardy werd op een soundtrackalbum uitgebracht op 18 oktober 2019 door Sony Classical.
Overige muziek uit de film, bevat onder andere de volgende nummers:
- "Master of Puppets" van Metallica
- "Walk That Talks" van Slam & Groove
- "Free Bird" van  Lynyrd Skynyrd
- "Panic in Babylon" van The Brian Jonestown Massacre
- "Cigarillo" van The Botho Lucas Voices
- "My Impure Hair" van Blonde Redhead
- "Free Throw" van The Mezcals

### De regels
Voortbordurend op de regels van Zombieland, omvat Columbus 'lijst van 73 regels:
- 23. "Ziploc tassen"
- 36. "Zonnescherm"
- 42. "Hou je handen thuis"
- 52. "Wees niet bang om hulp te vragen"
- 53. "Natte dutjes"

De geboden of regels van Flagstaff om in leven te blijven:
- I. "Teamwerk"
- V. 'Bevestig je moord'
- XII. "De wereld is je badkamer"
- XIII. "Vermijd bederfelijke waren"
- XVI. "Verwacht het onverwachte"
- XX. "Opwarmen"
- XXVII. "Schaduw"
- XXIX. "Cardiovasculaire conditie"
- XLV. "Let op je manieren"

Tallahassee overweegt een eigen regel toe te voegen: "Er is een echte man voor nodig om in een roze Cadillac te rijden"
Madison's regel om Zombieland te overleven: 'Blijf vooral in de vriezer.'

## Uitgave en ontvangst
De film werd ontvangen op Rotten Tomatoes met 68% goede reviews, gebaseerd op 241 beoordelingen. Op Metacritic werd de film beoordeeld met een metacrore van 55/100, gebaseerd op 38 critici. Het Nieuwsblad beschreef Zombieland: Double Tap een potje dollen met zombies en gaf de post-apocalyptisch film drie sterren. Met een productiekosten van 42 miljoen Amerikaanse dollar bracht de film in de bioscoop in totaal wereldwijd 122.810.399 Amerikaanse dollar op.

## Prijzen en nominaties
| Jaar | Prijs                          | Categorie                               | Genomineerde(n) | Uitslag     |
| ---- | ------------------------------ | --------------------------------------- | --------------- | ----------- |
| 2019 | Fright Meter Award             | Beste make-up                           | Beste make-up   | Genomineerd |
| 2019 | Hollywood Music In Media Award | Beste originele filmmuziek - Horrorfilm | David Sardy     | Genomineerd |
| 2020 | Fangoria Chainsaw Award        | Beste vrouwelijke bijrol                | Zoey Deutch     | Genomineerd |